# 語呂合わせ
語呂合わせ（ごろあわせ）は、ある文字に他の音や他の意味を重ねることによって行う、言葉遊び、あるいは、何らかの情報を覚えるとき、または覚えてもらう時などに用いる手法。
文字を他の文字に換え縁起担ぎを行うものや、数字列の各々の数字や記号に連想される・読める音を当てはめ、意味が読み取れる単語や文章に置き換えることを指す。電話番号や暗証番号、数学など元の数字列が意味する事象をリズムや音感を持たせて暗記する場合に使われる。「語呂（ごろ）」とは、言葉や文章の続き具合、調子 のことで、もともとは雅楽における旋法に由来する。曲の調子を「律呂（りつりょ）」または「呂律」（りょりつ、ろれつ）といい、うまく演奏を合わせられないことを「呂律が回らない」と言った。これを言葉の調子にもなぞって「語呂」といった。「語呂がよい」とは、語調の感じが良いことをいう。

## 縁起担ぎ
ある言葉について、その音と同一、または類似する別の語の意味をそこから聞き取り、それにこだわること。駄洒落の一種ではあるが、言葉の音そのものに意味があるとする言霊（ことだま）の思想がうかがえる。場合によっては、そこで聞き取られる音の縁起の悪さを避けるため事物に別の名を与える例もあるが、これは忌み言葉という。例えばナシ(梨)を「有りの実」（無し→有り）に変える、スルメを（バクチで）擦るに語呂があうのであえてアタリメ（当たり眼）と呼ぶ、または亀有のように地名を変えるなどである。
以下、縁起担ぎの語呂合わせの例を掲げる。
勝男武士
鰹節。織田信長の戦勝祈願の語呂合わせに使った。
カツ（豚カツなど）
「勝つ」に通じることから勝負事の前に縁起担ぎで食べることがある。ステーキ（ビフテキなど）と合わせて「テキにカツ」（敵に勝つ）とする語呂合わせも見られるが、1食の分量が多くなるため一般的ではない。スポーツ医学の観点からは、競技の前には炭水化物を取るのが適切である。
五円
お守り「ご縁」があるとして5円玉を持ち歩く人もいる。縁談の纏まる神社のお守りの中身にもなっていることがある（この五円玉は当然儀式により清められた物）。
神社の賽銭では5千円札は千回のご縁が有るという意味。500円玉は百回のご縁。何れも商売の取引先（ご縁）が増える様にという縁起担ぎ。45円は「始終ご縁がありますように」、15円で「十分ご縁がありますように」という意味。
89式5.56mm小銃のセレクターレバー
89式小銃の発射モードを切り替える際、ア（安全装置）→レ（連射）→3（3点射）→タ（単射）と切り替わるのだが、縁起担ぎに「アタレ（当たれ）3」と呼ばれる。またそのことから、89式小銃は「アタレ鉄砲」の異名を持つ。ちなみに、先代にあたる64式7.62mm小銃でもこの表記は採用されており、順番はア→タ→レであった。
御節料理
黒豆（まめに暮らす）、昆布（よろこぶ）、鯛（めでたい）など、語呂合わせで縁起を担ぐ料理を含む。
結納の品
結納を参照。
二升五合（にしょうごんごう）
一升が一升（ます）、それに五合が半升（はんじょう）、あわせて「ますますはんじょう 升升半升→益々繁盛）、商売繁盛を祈願。頭に「春夏冬」と付けて「あきない（秋ない）」と読ませたり、「一斗」で「ごしょうばい（五升の倍）」とするなどのバリエーションもある。
いすゞ・810
「発展」の語呂合わせ。
いすゞ・フォワード
3代目モデルの愛称が開発コード名から「840」であるが、これは先述の810に合わせて「走れ」の語呂合わせでもある。

## 文字替え

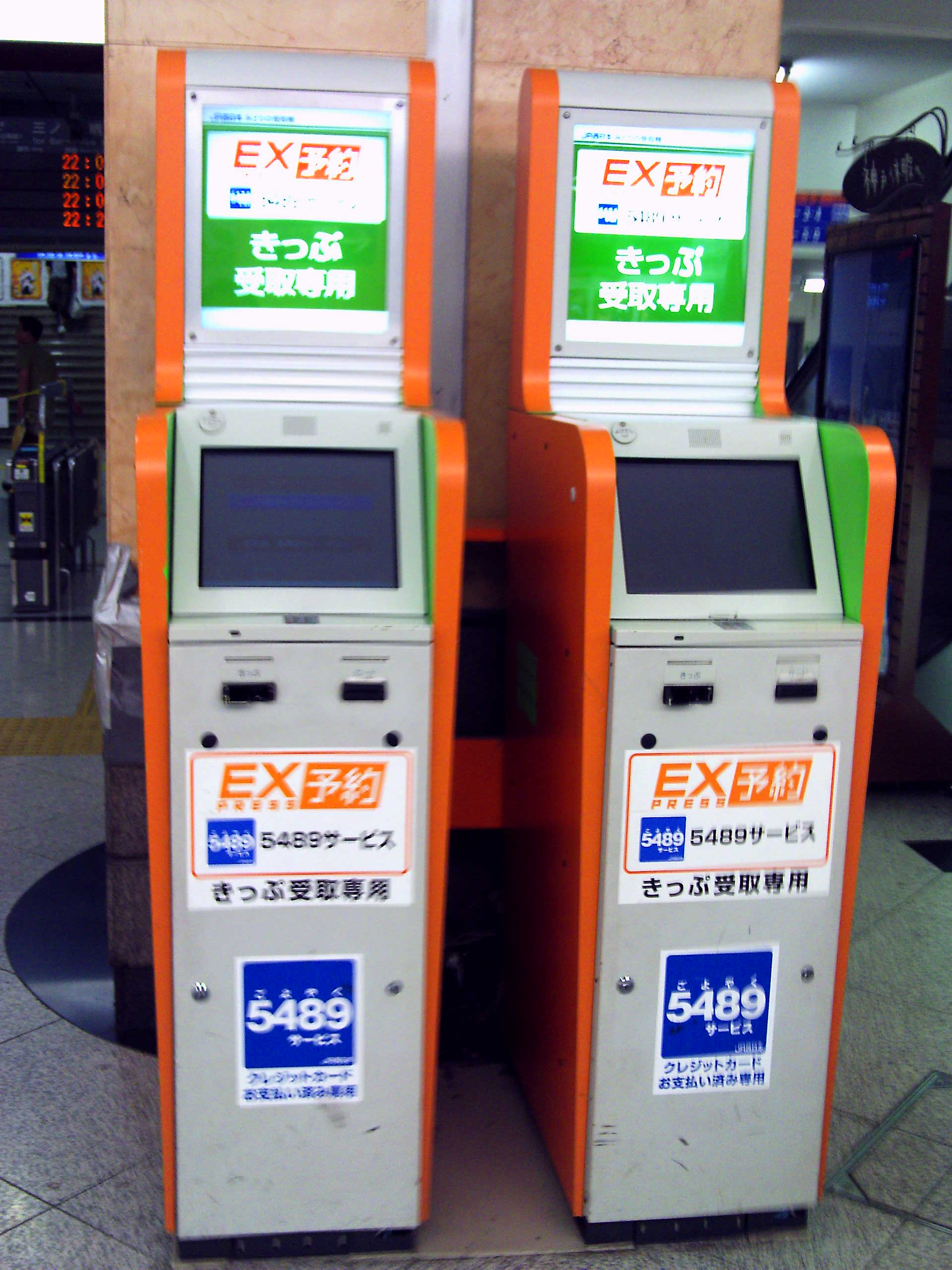
5489「ごよやく」（EX予約）

五五の祝い
厄年の25歳の祝い
六七の祝い
厄年の42歳の祝い
八八の祝い
厄年の64歳の祝い
2
「逃げる」。2月は日数が少ないため、仕事量も少なく仕事が逃げるという意味にも使われる。同様に仕事量の少ない8月（旧盆休みが入る）と合わせて、「ニッパチ」と呼ばれることがある。
4
「死」。複数台連ねる観光バスなどでは4号車を作らないことがある。例えば4台以上の場合、4号車を5号車と1台ずらす（あるいは寿号車に言い換え）などのことを行っている。列車では4号車を飛ばすケースはほとんどない。飛行機などでは座席の番号で4番を飛ばすことがたまにある。
またマンション・ホテル・病院などでも、4号室、4階などの物を作らないことが多い。四の字も参照。
キリスト教圏では語呂合わせではないものの、13や666などの数字が縁起が悪いとして嫌われているため、ホテルなどでは13階、13号室を飛ばすことがある。13 (忌み数) も参照。
9
「苦」。こだわる人の割合は4ほど多くはないが、病院では好まれないケースが多い。また、パチンコ屋や教習所では4と9の付く番号を欠番にしている事が多い（したがって、38番の次は50番になる）。最近はないが、一部の百貨店では9階を店舗フロアではなく機械室にしていた事があった（客用エレベーターはこの階を通過する）。
42
「死人」または「死に」。アメリカ大リーグでは黒人の名選手・ジャッキー・ロビンソンの長年の活動に敬意を表し、彼の使用していた「42」番を1997年に全チーム共通の永久欠番と定めたため、この意味も込めて大リーグから日本のプロ野球チームに移籍した選手がしばしば「42」番の背番号を付けることがある。
日本の自動車のナンバープレートでは「死に」に通じるとされ、希望がなければ交付されない。
1564
「人殺し」。
893
ヤクザ。
427
「死にな」。
18782
「嫌な奴」。
37564
「皆殺し」。2003年にテレビ番組『トリビアの泉 〜素晴らしきムダ知識〜』で18782(嫌な奴)+18782(嫌な奴)＝37564(皆殺し)となる事が紹介された。2015年にはこの足し算を神奈川県藤沢市の小学校教師が電卓の使い方の授業で教えたことが不適切な指導方法だと問題視、教師は「数字に興味を持ってもらうためだった。反省している」と話し、保護者説明会を開いて謝罪することになった。一方で大騒ぎするほどのことでもないと声もあった。
4649
「よろしく」。
648
虫歯。
450
「よごれ」。
931
「くさい」。
315
最後（または最期）。

### ポケベル語
日本においてポケットベル（ポケベル）が女子高生を中心に流行していた1990年代初頭には（初期のポケベルが文字入力に対応していなかったため）、メッセージを送る際に文字替えの原理を用いて、日常会話を数字の語呂合わせで表現することが多く行われ、それらは「ポケベル語」「ポケベル暗号」などと称される。1994年に発売された書籍『ポケベル暗号BOOK』（双葉社）は50万部のベストセラーになっている。これらは読みだけでなく、文字の形（o→0、あい→I→1）も使っている。
0840
「おはよう」
14106
「愛してる」
724106、7241016
「何してる」、「何している」
49
「至急」
889514
「早く来いよ」
0906
「遅れる」
3470
「さよなら」
101010
「ただいま」
10139
「大好き」
10641011
「電話（＝TEL）していい」
154
「行こうよ」
5963
「ご苦労さん」
59630
「ご苦労さま」
ポケベルにおける数字の語呂合わせは韓国や中国でも流行した一方、アメリカでは主な利用目的やユーザー層の違いにより、普及することはなかった。

## 数字の暗記
数字の羅列は覚えにくいものであるから、これに言葉を当て、意味のある文章にすることで覚えやすくする方法は古くから行われた。たとえば円周率3.14159265を「産医師異国に向こう」とすると覚えやすくなる。英語では、文字数を利用した方法があり、円周率の例では "Yes, I have a number." の各単語の字数が 3.1416 となる。現代では個人的な番号、たとえば暗証番号や電話番号など記憶しておく必要のある数列の例は多く、それらを覚える際にも使われる。
数字の読み替えは、以下のように行う。示してあるのは代表的なものだけである。（10で「と」「てん」などとする場合もある）
- 1 : いち、い、ひとつ、ひと、ひ、あい（字形から）、ぼう（字形から）
- 2 : に、ふたつ、ふた、ふ、つ（英語から）、じ
- 3 : さん、さ、みっつ、みつ、み
- 4 : よん、よ、よっつ、よつ、し、ふぉ（英語から）、ほ
- 5 : ご、こ、いつつ、いつ
- 6 : ろく、ろ、むっつ、むつ、む、る（6を速く言うとそう聞こえることがある）
- 7 : しち、ななつ、なな、な
- 8 : はち、は、ば、ぱあ、やっつ、やつ、や、やあ
- 9 : きゅう、きゅ、く、ここのつ、ここの、こ
- 0 : れい、れ、ぜろ、ない、わ（字形から）、まる（字形から）、ま、お、おー・おう・おお（アルファベットのOから。）

っ（促音）やー（長音符）、ん等は、数字にかかわらず比較的自由に使われる。
例えば、砺波市では自治体が語呂合わせ「1073」（となみ）を用いている。
下記のような有名な数字は、覚えるための語呂合わせに、ある程度よく知られた定番があるが、個人が勝手に作る例も多い。
また、日本では国家予算が決定すると、これに語呂合わせを作る恒例があった。たとえば1973年のそれは14兆2840億円（142840億）であったことから、政府はこれに『いい世に走れ』という語呂合わせをつけて発表した。これに対して、「いい世にはしない」という語呂合わせが発表され、新聞紙上等を賑した。
以下、いくつかの分野における、数字を記憶するための語呂合わせの定番の例を挙げる。

### 数学・科学
- 円周率: π ≈ 3.1415926535898
  - さんてんいちよん異国に婿さん（10桁）
  - 身一つ世一つ生くに無意味 曰く泣く身に宮城（みやしろ）に虫散々闇に泣く（同30桁）
  - 産医師異国に向こう 産後薬なく産に産婆四郎次郎死産 産婆産に泣く 御礼には早よ行くな（同39桁）
  - 産医師異国に向こう産後厄なく産婦宮代に虫散々闇に鳴くこれに母養育ない（40桁）

円周率#暗唱も参照
- ネイピア数（自然対数の底）: e ≈ 2.718281828459
  - 鮒 一鉢二鉢 一鉢二鉢 至極惜しい（16桁）
- 2の平方根 √2 ≈ 1.4142135623731
  - 一夜一夜に 人見頃に
- 3の平方根 √3 ≈ 1.7320508075689
  - 人並みに おごれや[注釈 1]
- 5の平方根 √5 ≈ 2.2360679774998
  - 富士山麓 オウム鳴く
- 6の平方根 √6 ≈ 2.4494897427832
  - 似よ よくよく
- 7の平方根 √7 ≈ 2.6457513110646
  - 菜に虫いない
- 8の平方根 √8 ≈ 2.8284271247462
  - ニヤニヤ死にな

- 三角関数の加法定理
  - {\displaystyle \sin(\alpha \pm \beta )=\sin \alpha \cos \beta \pm \cos \alpha \sin \beta \!}
    - 咲いたコスモス、コスモス咲いた
- 半径rの球の体積 = 4/3πr3
  - 身の上に心配あるので参上

- 半径{\displaystyle r}の球体の表面積＝{\displaystyle 4\pi r^{2}}
  - 心配ある事情
- 光速 = 299792458 m/s
  - 憎くなく 無事交番で 拘束（光速）だ
  - 肉球鳴く西交番

### 日本の歴史
538年・552年 仏教公伝。
ご参拝（ゴミ屋） は午後に （意味は）ふかし仏教伝来
593年 聖徳太子が摂政になる。
コックさん 太子が政治する
国民のため、と太子立つ
607年 小野妹子が遣隋使となる。
群れなす カモメ妹子行く。
無礼な手紙、遣隋使
645年 大化の改新。
無事故 で終わった大化の改新
虫を殺して大化の改新
710年 平城京に遷都。
なんと綺麗な（大きな）平城京
納豆ねばねば平城京
743年 墾田永年私財法の制定。
3世はもう無しさ
名より実をとる墾田永年私財の法
794年 平安時代。山背国を山城国と改め、平安京と名づける。
鳴くようぐいす平安京
894年 平安時代。菅原道真の建議に基づき遣唐使が廃止となる。
道真が白紙に返す遣唐使
1086年 白河上皇が院政を始める。
入れ歯六本白河さんは入院せい!
一応ハローと院政始める
1156年 保元の乱が起こる。
武士の政治もいい頃だ･･･いい頃で1156
1159年 平治の乱が起こる。
平時も人々ごく不安･･･人々ごくで1159
1167年 平清盛が太政大臣になる。
平氏の人々むなしい政治･･･人々むなで1167
1192年 源頼朝が征夷大将軍になる。
いい国 作ろう鎌倉幕府
1221年 承久の乱が起こる。
いつもつい出るジョークの乱
人に不意打ち承久の乱
1274年 文永の役（モンゴル帝国による第一次日本侵攻（元寇））
　　人船酔いする文永の役
1281年 弘安の役（モンゴル帝国による第二次日本侵攻（元寇））
　　人には言えず元逃げる
1333年 鎌倉幕府が滅亡する。
一味散々 鎌倉滅亡
1334年 建武の新政が始まる。
人散々死んだ、建武の新政
いざ見よ、建武の新政を
1336年 後醍醐天皇が吉野に逃れ、南北朝時代に突入する。
吉野の山へいざ去ろう･･･いざ去ろうで1336
1338年 室町幕府が成立する。
いざ都に入らん室町幕府
1392年 南北朝が合一される。
いざ国治めん合一で
1467年 応仁の乱。
人の世空しい応仁の乱
1404年 日明貿易（勘合貿易）が始まる。
勘合貿易、人寄れよ
1543年 ポルトガルから鉄砲伝来。
以後予算が増えた鉄砲伝来
銃ご持参の南蛮人
1549年 フランシスコ・ザビエルによりキリスト教伝来。
以後よく 広まるキリスト教 （以後死ぬまで苦しむ キリスト教）
1573年 室町幕府が滅亡する。
足利義昭、以後涙
1582年 本能寺の変で織田信長自害。
イチゴパンツの織田信長（明智光秀）
以後は人間信じまい
1588年 豊臣秀吉が刀狩を発布。
以後刃は禁止、刀狩
1590年 豊臣秀吉が全国を統一。
一国は 遂に太閤の手に
1600年 関ヶ原の戦い
ヒーローワーワー入り乱れ 関ヶ原の戦い
一路オーオー関ヶ原
1603年 徳川家康が江戸幕府を開く。
江戸に 広まる三河 の家康（三河国出身のため）
幕府でき 人群れ騒 ぐ江戸の町
1837年 大塩平八郎の乱
大阪で 大塩応援 人は皆
1841年 天保の改革
いや、良いテンポの改革だ
1853年 ペリー率いる黒船が来航。
いやぁゴミの無い良い国だ
嫌でござんすペリーさん
1867年 大政奉還。
いやあ空 しい大政奉還
大政奉還 いやだろな
1868年 明治維新。
一つやろうや 明治維新
言わんや 明治のご誓文
1871年 廃藩置県。
もう 言わない で、藩の名を
1873年 地租改正。
人は涙 の地租改正
いやな3%、地租改正
1874年 民選議院設立建白書提出。
自由が嫌いな 人はなし
1877年 西南戦争が起こる。
いやな内乱、西南戦争…いやなな（いらん）で1877
1889年 大日本帝国憲法発布。
一発約束、大日本帝国憲法
憲法発布、いち早く
1890年 第1回帝国議会が開かれる。
議会、議会で 日は暮れ る
1894年 日清戦争開戦。
いや苦心 した日清戦争
一躍清 を打ち破る
1902年 イギリスと日英同盟を結ぶ。
日暮れに 握手、日英同盟
日英の 特例になる 同盟さ
1904年 日露戦争開戦。
一苦労した日露戦争
一つくれよう 露に大砲
1910年 韓国併合。
韓国併合、幾十年
1911年 日米通商航海条約で関税自主権を回復。
低い位置 高める条約改正
1914年 第一次世界大戦開戦。
行く意志固める世界大戦
行く人死ぬよ世界大戦
1915年 対華21カ条の要求
得意のごり押し二十一カ条
1918年 シベリア出兵
行くの嫌だシベリア出兵
1923年 関東大震災
震災でひどくふさぎこむ
1931年 満洲事変勃発。
いくさはじめに 満洲事変
1932年 五・一五事件が起きる。
戦につながる五・一五
1936年 二・二六事件が起きる。
ひどく寒い日の二・二六
1937年 日中戦争勃発。
いくさながびく日中戦争
1939年 第二次世界大戦勃発。
戦苦 しい第二次大戦
1940年 日独伊三国同盟締結
行くよ俺たち 枢軸国
1941年 太平洋戦争開戦。
行くよ一発真珠湾
1946年 日本国憲法公布
幾夜論じた日本国憲法
1956年 日本が国際連合に加盟
国連に日本が行く頃
1964年 東京オリンピック
一苦労して五輪の花が咲く
2011年 東北地方太平洋沖地震／東日本大震災
地震・津波で 辛（つれ）ぇ日々

### 世界の歴史
1234年 金滅亡。
1、2、3、4、GO！ (LD)
1453年 東ローマ帝国(ビザンツ帝国)滅亡。百年戦争終結。
いーよ、降参。
いーよゴミだしビザンツ帝国
1492年 イタリアはジェノヴァの商人、コロンブスが大西洋を横断し、アメリカ大陸に到達した。
意欲に 燃えて、コロンブス新大陸発見!
東洋の国と思ったコロンブス（コロンブスがインドと間違ったことにかけている）
1498年 ヴァスコ・ダ・ガマがインド航路を開拓。
ガマの 意欲は インドへの道
1517年 マルティン・ルターが免罪符を批判し「95か条の論題」を掲げる。宗教改革の始まり。
ルターは 一語“否” と言う
以後、否 唱えるルターの改革
1519年 マゼランが世界周航に出発する。
マゼランの 以後行く 世界一周
1642年 クロムウェルによって清教徒革命が始まる。
ヒーロー世に 出る清教徒革命
1688年 名誉革命が起こる。
色はやっ ぱり名誉革命
1771年 酸素を発見
人名ない 燃えよ命・酸欠に目覚め
1840年 アヘン戦争
アヘンは、 嫌よお〜
1869年 ドミトリ・メンデレーエフによって、周期表が提案された。
一夜向く 元素の陣列について、解かった
1911年 辛亥革命が起こる。
低い位置 高める辛亥革命
1914年 第一次世界大戦勃発
行く意思 あるのか第一次世界大戦
欧州戦線に 行く銃士
1917年 ロシア革命が起こる。
行く人涙のロシア革命…いくひとな(みだ)で1917
1919年 第一次世界大戦の戦勝国が一堂に会したパリ講和会議を経て、ヴェルサイユ条約締結、ヴェルサイユ体制の確立
皆 いくいく ヴェルサイユ
1929年 世界恐慌に陥る。
一苦二苦した 世界恐慌
恐慌の嵐が ひどく吹く
1939年 第二次世界大戦開戦
戦苦しい第二次大戦

### 暦
西向く士 (2 4 6 9 11)は小の月（2月は28日または29日、他は30日）
に し む く さむらい（さむらい=士は十一を縦に重ねたもの）

### 電話番号
電話番号は身近で重要な個人情報であるが、数字の羅列であるから、憶えるためにそれぞれに語呂合わせを使っている例は多い。ただし、それらは当然ながら個人、あるいは家族に属するものである。しかし、企業や商店などでは、自社の電話番号は広く知られることが望まれ、当然ながらコマーシャルなどの広告にはそれが含まれる。その際、数字その物ではなく、語呂合わせを連呼する例は数多い。うまくできたものは非常に耳につきやすく、「電話はよいフロ」「カステラ一番電話は2番」などはほとんど一人歩きしているまでに知られており、変わった例としては「奥様」の語呂合わせになった女性用カツラの電話番号「0930」が元ネタの0930（おくさま）と言う音楽グループが登場、というケースもある。歯科ではそれを強調する為4182（良い歯に）、8241（歯に良い）6480（虫歯ゼロ）、4618（白い歯）が多く使用されている。
企業の電話番号を語呂合わせにする場合、社名や業種、取り扱い商品に関連するものが多い。特に広告に記載されている「0120-xxxxxx」といったフリーダイヤル電話番号の語呂合わせには苦心が見て取れる。一方、電話会社側のサービスなどは自由に番号を決められるため、番号非通知の際の184（嫌よ）・災害用伝言ダイヤルの171（居ない）のようにわかりやすい。
中国では商業電話番号の語呂合わせは少数存在するものの一般的ではなく、縁起が良いとされる数字を重視する傾向が強い。
アメリカ等では電話番号表記にアルファベットを用いることが多い。これは電話機の0と1を除いたテンキーにアルファベットを割り振っているためである。例えば、アメリカ・カナダ地区のJALコールセンター「1-800-JAL-FONE」を数字のみで表記すると「1-800-525-3663」となる。
| 2   | 3   | 4   | 5   | 6   | 7    | 8   | 9    |
| --- | --- | --- | --- | --- | ---- | --- | ---- |
| ABC | DEF | GHI | JKL | MNO | PQRS | TUV | WXYZ |

### 自動車のナンバープレート
日本では1999年から（軽自動車は2005年から）希望ナンバー制度が始まったことにより、最大4桁で好みの数字を使用して登録できるようになった。これにより所有者や好きな人物の姓、名、誕生日（○○月××日生まれ→○○-××）、地名、企業・団体名、愛称や車名・型式名にちなんだ数字などを語呂合わせにして登録するケースが生まれた（下記例中の「x］は任意の数字）。
地名や地域にちなんだ数字の例
- x105（びわ湖）
- x243 （富士山）
- x303（蔵王山）
- x459（四国）
- x634（武蔵）- 東武634型電車もこれにちなむ
- x893（白山）
- 1000（千台→仙台、川内）
- 1085 (洞爺湖)
- 2455（富士五湖）
- 2983（筑波山）
- 4580（横浜）
- 8075（浜名湖）
- 9103（久住山）

企業・団体にちなんだ数字の例
- xx23および23xx（日産自動車）
- x102（東武バス）
- x104 (東洋、東葉、東陽、トーヨー)
- x108 (東野交通)
- x109（東急トランセ・東急ホテルズ）

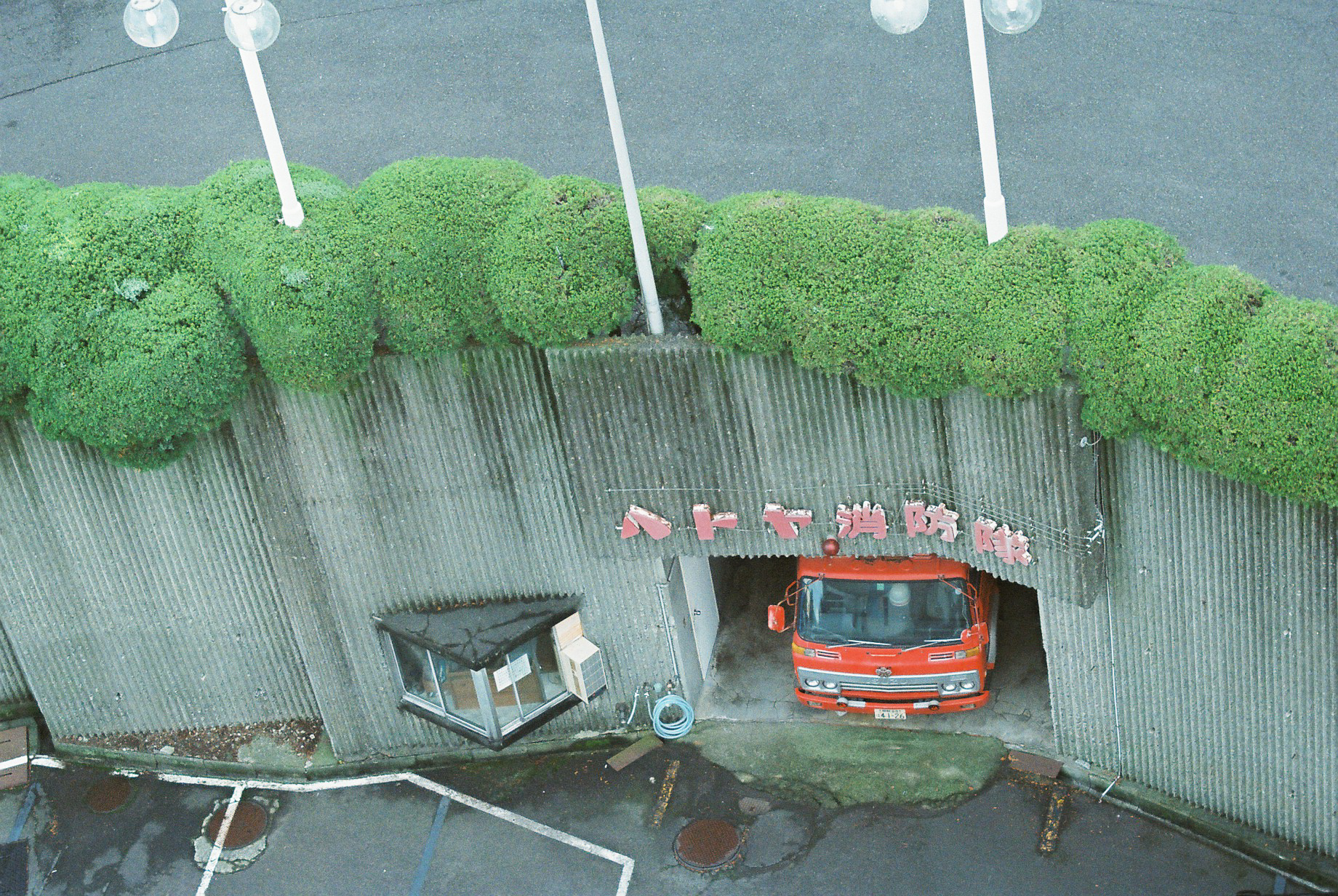
ハトヤ消防隊の消防車｡
(いすゞ・フォワード)
ナンバーが｢41-26｣になっている。

- x283（レッドブルのサンプリングカー。キャッチコピー｢レッドブル、翼を授ける。｣より）
- x330（ミサワホーム）
- 1032、3298（自動車車名のミニにちなむ。それぞれ「アイ・ラブ・ミニ」「ミニ・クーパー」）
- 1048 (東芝)
- 2525（ニコニコ動画）
- 3710 (ひたちなか海浜鉄道湊線)
- 4126 (ハトヤグループ)
- 8139（JAFロードサービスのシャープダイヤル番号。｢はいサンキュー｣と読む）
- 8414 (ブリヂストン - 日本語訳の「橋」と「石」にちなむ）
- 放送局の車両ではテレビ局はリモコンキーIDを含む文字列、ラジオ局は周波数を用いるケースが見られる。

作品、キャラクター、人名等にちなんだもの
- 特に痛車において見られるケース。
  - xx39、39xx、3939（初音ミク）
  - 8282（月は東に日は西に 〜Operation Sanctuary〜の略称「はにはに」）
  - x765（バンダイナムコゲームス、およびTHE IDOLM@STERに登場する芸能事務所「765プロダクション」）
  - x708（魔法少女リリカルなのは、またはそのメインヒロインである高町なのは）
  - x870（ラブライブ!サンシャイン!!またはそのメインヒロインである国木田花丸）
- x830（矢沢永吉のファンがつける。自動車業界では有名[要出典]）
- 7777（上記と同じく、水樹奈々のファンが付ける事が多い[要出典]）
- x178（上記と同じく、因幡晃のファンが付ける事が多い。

その他
- ディーラーにおいて、試乗車のナンバーをその車の排気量に合わせたケースも存在する。
- また、架空の作品で同様の語呂合わせナンバーが確認できた。
  - 頭文字Dでは、アニメ、ゲーム版ともに5ケタのナンバーになっていて、架空の登場人物である死神GT-Rこと北条凜のR32GT-Rのナンバーは「37-564」「皆殺し」池田Z33が「69-556」「無垢の心」涼介FC3Sが「13-137」「13(B)RX-7」信司86が「12-186」「いぬい（彼の苗字）86」末次NA6CEが「86-596」「ハチロクご苦労」謎のGT-86が「86-239」「ハチロクにサンキュー」となっている。

### ラジオ局
日本のラジオ局の一部は周波数にちなんだ局名をつけている。
- HELLO FIVE（エフエム石川） (80.5 MHz)
- FM NACK5 (79.5 MHz)
- FM802
- FMなかしべつ放送（FMはな） (87.0 MHz)

## 専門用語の語呂合わせ
およそややこしい言葉や数字を丸暗記する必要がある場合、語呂合わせは自然発生的に生まれる。それが一定数の人間に等しく必要とされる場では、いくつかの標準的な語呂合わせによる暗記法が存在する。たとえば、看護士国家試験用に『かんごろ 看護士国家試験のためのゴロあわせ集』(医療情報科学研究所編・メディックメディア)は2001年(平成13年)に初版が出て、2007年(平成19年)現在で3版が出ている。また、漫画であるが『動物のお医者さん』には、獣医の国家試験を受けるために、語呂合わせをみんなが暗唱する様子が描かれている。以下、代表的な分野の例を挙げる。

### 医学・化学
心電図の電極装着点の覚え方については心電図#検査の手順を参照。
イオン化傾向の覚え方については当該項目を参照。
横（原子番号順）に覚えるもの
1~20番 H He Li Be B C N O F Ne Na Mg Al Si P S Cl Ar K Ca
水兵 リーベ 僕 の 船 七曲 シップス クラーク か　※「リーベ」(Liebe)はドイツ語で「愛する」の意味。この覚え方は、旧制高校時代にドイツ語もカリキュラムに含まれていた名残である。
なお英語では、"His heels like better business"で始まる覚え方がある（各単語の最初の1〜2文字を元素記号と合わせている）。また、ドイツ語・韓国語にも同様に覚え方が存在する。ロシアでは学校で周期表を暗記することがなく、覚え方も存在しないという。
第4周期元素 K Ca Sc Ti V Cr Mn Fe Co Ni Cu Zn Ga Ge As Se Br Kr
閣下スコッチ博労マン テコにドアがゲアッセブルク
スカンク千葉のクマ徹子にどう会えるガリガリギャル焦ればシュークリーム
ランタノイド
乱世 (LaCe)のプロ粘土 (PrNd)まみれ午後 (Pm)は焼酎 (Sm)ユーロ (Eu)で買って神 (Gd)のTV (Tb)台無し (Dy)でホラ偉い (HoElTm)ことに見られんイブ (Yb)にはやるさ (Lu)
アクチノイド
灰汁取って (AcTh)パウエル (PaU)走ってナップザック (Np)しょってオナラ (Pu)して午前 (Am)のCM僕英語 (BkCf)ラジオ (Fm)スペイン語 (Es)MDなし (No)でるろ剣 (Lr)だ
縦（族）に覚えるもの
アルカリ金属（リチウム、ナトリウム、カリウム、ルビジウム、セシウム、フランシウム）
リッチ (Li)な (Na)母さん (K)ルビー (Rb)せしめて (Cs)フランス (Fr)へ
2族（ベリリウム、マグネシウム、カルシウム、ストロンチウム、バリウム、ラジウム）
ベッド (Be)にもぐって (Mg)彼女 (Ca)のスリッパ (Sr)ば (Ba)ら (Ra)色
3族（スカンジウム、イットリウム、ランタノイド、アクチノイド）
すか (Sc)い (Y)ら (La)ーく (Ac)
14族（炭素、ケイ素、ゲルマニウム、スズ、鉛）
刺 (Si)激 (Ge)すん (Sn)なり（鉛）
15族（窒素、リン、ヒ素、アンチモン、ビスマス）
日本（N、P）の朝 (As)は酢豚 (Sb)にビール (Bi)
16族（酸素、硫黄、セレン、テルル、ポロニウム）
押すな（O、S）せかすな (Se)鉄 (Te)砲 (Po)で撃つぞ
17族（ハロゲン）（フッ素、塩素、臭素、ヨウ素、アスタチン）
ふっくら（F、Cl）ブラジャー (Br)愛 (I)の跡 (At)
18族（希ガス） （ヘリウム、ネオン、アルゴン、クリプトン、キセノン、ラドン）
ヘイ！ (He)ネーちゃん (Ne)、アルコール (ArKr)くせえ (Xe)大混乱だ (Rn)
変な (He)ネーちゃん (Ne)ある夜 (Ar)暗闇で (Kr)キスを (Xe)乱発 (Rn)
炎色反応
リアカー（Li＝赤）無き（Na＝黄）K村（K＝紫）動力（Cu＝緑）馬力（Ba＝緑）借りると（Ca＝橙）するもくれない（Sr＝紅）
リンゴ (Li)は赤、ナシ (Na)は黄色、ストロベリー (Sr)も赤、巨峰 (K)は紫、ちょっと未熟なバナナ (Ba)は黄緑、ラズベリー (Rb)はピンク、グァバ (Ga)は青、カシス (Cs)は濃い青、ウォーターメロン (Tl)は黄緑、ドリアンも (Cu)緑、ワイン (In)は紺色、プラム (Ra)は薄桃
元素の系統名
ナベアツ特急PH蘇我へ（N、U、B、T、Q、P、H、S、O、E）
新元素
カナダVS日本（Cn,Nh）フレーフレー（Fl）もう少しでレベルアップ（Mc,Lv）！天才王子誕生（Ts,Og）
化学式
炭酸ナトリウムは夏子さん（Na2CO3）

### 難解な漢字
士 フ エ 一 吋→壽（寿の正字（旧字体））
さむらいの笛は1インチ
金 王 哉 → 鐵（鉄の正字（旧字体））
鐵は金（かね）の王なる哉（かな）
貝 貝 女 木 →櫻（桜の正字（旧字体））
2階（貝）の女が気（木）にかかる
糸 糸 言 心→戀（恋の正字（旧字体））
愛（いと）し愛しと言う心
立 月 ト コ ひんまげ チョンチョンチョン → 龍
(林缶→)木缶木 ワ (米→)※ (コ→)凵 ヒ 彡 → 鬱
リンカーンはアメリカンコーヒーを3杯飲んだ

### モールス符号
モールス符号の音を単語に置き換えたものを合調語と呼ぶ。
・－（トツー、和文モールス符号の「イ」） イトー（伊藤）
－・・・（ツートトト、和文モールス符号の「ハ」） ハーモニカ
このサイトで『・－・・（カ）　→　カレーパン』『・・－・（チ）　→　チリソース』など、今風の単語による覚え方を示している。『－（ツー）』は極力「音引き」の語を用いている。

### 岩石の種類
火成岩の種類
刈り上げハンセン
か（花崗岩）り（流紋岩）あ（安山岩）げ（玄武岩）はん（斑れい岩）せん（閃緑岩）
リカちゃん焦ってげろ吐いた
リ（流紋岩）カ（花崗岩）ちゃん あ（安山岩）せって げ（玄武岩）ろ は（斑れい岩）いた
新幹線は刈り上げだ（刈り上げくん）
シン（深成岩）カ（花崗岩）ンセン（閃緑岩）は（斑れい岩）
カ（火山岩）り（流紋岩）あ（安山岩）げ（玄武岩）だ
また、これは岩石のできる際の温度、また岩石の色も順に表しているので、非常に有用である。（花崗岩→斑れい岩、流紋岩→玄武岩において、溶岩のときの温度が、低→高、岩石の色において、白→黒となっている）
刈り上げで新幹線は似合わない
カ（火山岩）リ（流紋岩）ア（安山岩）ゲ（玄武岩）で
シン（深成岩）カ（花崗岩）ンセン（閃緑岩）ハ（斑れい岩）似合わない
流産（龍門）、安産（暗算）、元気な子、囲んで先公（先生、先輩）半殺し
流紋岩、安山岩、玄武岩、花崗岩、閃緑岩、斑れい岩
流産、安産、元気な子、母ちゃん、せんべえ、半分食べた。
流紋岩、安山岩、玄武岩、斑れい岩、閃緑岩、花崗岩
流安玄の反戦歌(斑、閃、花)
流紋岩、安山岩、玄武岩、花崗岩、閃緑岩、斑れい岩
売り上げ、浮かせば (ウ)リアゲ、(ウ)カセハ
リ(流紋岩)、ア(安山岩)、ゲ(玄武岩)、カ(花崗岩)、セ(閃緑岩)、ハ(斑れい岩)
安藤、理科でゲボ吐いた
ア(安山岩)、リ(流紋岩)、カ(花崗岩)、ゲ(玄武岩)、ハ(斑れい岩)

### 恒星のスペクトル
O B A F G K M R N S
"Oh Be A Fine Girl, Kiss Me Right Now Sweetheart"（ああ、お上品な女の子になってすぐにキスして）
日本語では『お婆、河豚噛む』（オ、バ、ア、フ、グ、カ、ム）

### OSI参照モデル
物理層 データリンク層 ネットワーク層 トランスポート層 セッション層 プレゼンテーション層 アプリケーション層
物でねーと、せっかくのプレゼントもありがたくない
Please Do Not Throw Sausage Pizza Away （どうぞソーセージピザを捨てないでください。頭文字を取ると物理層からアプリケーション層の順に並ぶ）
アプセトネデブ（第7層から第1層の頭文字を順に並べたもの）

### 指示薬の色の変化
BTB溶液
君、アホ?
（酸性、中性、アルカリ性の順に）き（黄）み（緑）、アホ（青）
黄色さん、緑の中に青あるか？
黄色さん（酸性）、緑の中（中性）に青あるか（アルカリ性）
ベタベタしたのは君のせい
ベタベタ（BTB）したのはき（黄）み（緑）のせい（青）
ムラサキキャベツ液
赤ちゃんピンチで群がるミッキー
（強酸性、弱酸性、中性、弱アルカリ性、強アルカリ性の順に）あか（赤）ちゃんピン（ピンク）チでむら（紫）がるミッ（緑）キー（黄）
リトマス試験紙
おかあさん
（青から赤に変わると酸性）お（青）か（赤）あさん（酸）
信号機
（赤から青に変わるとアルカリ性）赤から青に変わると歩（アルカリ）きだす
成績3
（青から赤に変わると酸性）成（青）績（赤）3（酸）

### ウイルスの種類
DNAウイルスの種類
パパのアデランス、へ・減る一方
パ（パルボウイルス科）パの（パポーバウイルス科）アデランス（アデノウイルス科）へ（ヘパドナウイルス科）減る（ヘルペスウイルス科）一（イリドウイルス科）方（ポックスウイルス科）

### 抵抗器のカラーコード
コアキシャル型の抵抗器での使用が代表的だが、コンデンサやインダクタ、多芯電線の識別用などでも使っているものもある、抵抗値や製造誤差などの値などを表す色の帯ないしドット。
語呂合わせの類では珍しく、色と数字の対応を示すものである。
| 色   | 数値 | 乗率        | 精度 | 覚え方 |
| ---- | ---- | ----------- | ---- | --- |
| 黒   | 0    | 1           | -    | 黒いレイ服 |
| 茶   | 1    | 10          | ±1%  | お茶を一杯、小林一茶、茶ワン                                                                                       |
| 赤   | 2    | 100         | ±2%  | 赤いニんじん |
| 橙   | 3    | 1,000       | ±3%  | だい三しゃ、橙色のミかん、だい三の男                                                                               |
| 黄   | 4    | 10,000      | ±4%  | きシけいこ（岸惠子）、きシさん（岸信介）、キんシ（近視）にメガネ、黄色いシんごう、きシめん、シあわせの黄色いリボン |
| 緑   | 5    | 100,000     | -    | 五月みどり、みどりゴ                                                                                               |
| 青   | 6    | 1,000,000   | -    | ロクでなしの青二才（青二才のロクでなし）、青ムし、青の6号                                                          |
| 紫   | 7    | 10,000,000  | -    | むらさきシチぶ（紫式部）                                                                                           |
| 灰   | 8    | 100,000,000 | -    | はいヤー、ハま崎あゆみのグレーな雲が流れたら                                                                       |
| 白   | 9    |             | -    | ほわいとクりすます、しろクま、白いキュウきゅう車、クしろ（釧路）                                                   |
| 金   | -    | 0.1         | ±5%  | 例一 (01)：五分引きの金指輪                                                                                        |
| 銀   | -    | 0.01        | ±10% | 銀の弾丸、命中率1パーセント：一割引り                                                                              |
| 無色 | -    | -           | ±20% | 二割引りの透明宝石、梨は二十世紀                                                                                   |

全てまとめて「クチア滝ミアム橋」（先に出るアは赤、次に出るアは青）。

## 地理
ランカシャー 綿織物、ヨークシャー 毛織物
ラーメンよーけ食った。
東南アジア諸国連合(ASEAN)
魂震える、ブルっとな。ベラミカン。
た（タイ）ま（マレーシア）し（シンガポール）い（インドネシア） ふ（フィリピン）るえる ブル（ブルネイ）っとな。べ（ベトナム）ラ（ラオス）ミ（ミャンマー）カン（カンボジア）。
BRICS (ブラジル、ロシア連邦、インド、中華人民共和国、南アフリカ共和国)
京阪神 (京都市、大阪市、神戸市)
東名阪(三大都市圏) (東京23区、名古屋市、大阪市)
札仙広福(地方中枢都市) (札幌市、仙台市、広島市、福岡市)
東北地方整備局所管の一級水系12河川
各河川の頭文字を並べて「ああまたこいよおなもなき」
あ（阿武隈川）あ（赤川）ま（馬淵川）た（高瀬川）こ（子吉川）い（岩木川）よ（米代川）お（雄物川）な（鳴瀬川）も（最上川）な（名取川）き（北上川）
東北地方整備局出身者の国土交通省本省河川技官出向者の集まりをここから名付けて「なもなき会」としている

## 古文
四鏡(大鏡、今鏡、水鏡、増鏡)
大根（今）水増し（だいこんみずまし）
栄花物語(えいがものがたり)を頭に置いて花(栄)大根(今)水増とする場合もある
推量の助動詞「べし」の意味
スイカ止めてよ!
す（推量）い（意思）か（可能・勧誘）と（当然）め（命令）て（適当）よ（予定）
推量の助動詞「む」の意味
スイカ変えて!
す（推量）い（意思）か（勧誘）か（仮定）え（婉曲）て（適当）

## 大学群

### 首都圏の私立大学群
早慶 (早稲田大学、慶應義塾大学)
早慶上理ICU (早稲田大学、慶應義塾大学、上智大学、東京理科大学、国際基督教大学)
MARCH (明治大学、青山学院大学、立教大学、中央大学、法政大学)
GMARCH (学習院大学、明治大学、青山学院大学、立教大学、中央大学、法政大学)
成成明学獨國武  (成城大学、成蹊大学、明治学院大学、獨協大学、國學院大學、武蔵大学)
日東駒専 (日本大学、東洋大学、駒澤大学、専修大学)
神立東玉文武 (神奈川大学、立正大学、東京経済大学、玉川大学、文教大学、武蔵野大学)
大東亜帝国 (大東文化大学、東海大学、亜細亜大学、帝京大学、国士舘大学)
四工大（芝浦工業大学、東京都市大学、東京電機大学、工学院大学）
明明大工目 (明星大学、明海大学、大正大学、東京工芸大学、目白大学)
拓玉産大 (拓殖大学、玉川大学、産業能率大学、大正大学)
関東上流江戸桜 (関東学園大学、上武大学、流通経済大学、江戸川大学、桜美林大学)
中東和平成立 (中央学院大学、東京国際大学、和光大学、平成国際大学、立正大学)
SMART (上智大学、明治大学、青山学院大学、立教大学、東京理科大学)

### 近畿圏の私立大学群
関関同立 (関西大学、関西学院大学、同志社大学、立命館大学)
産近甲龍 (京都産業大学、近畿大学、甲南大学、龍谷大学)
外外経工佛 (関西外国語大学、京都外国語大学、大阪経済大学、大阪工業大学、佛教大学)
摂神追桃 (摂南大学、神戸学院大学、追手門学院大学、桃山学院大学)
南産商法 (阪南大学、大阪産業大学、大阪商業大学、大阪経済法科大学)
神姫流兵 (神戸国際大学、姫路獨協大学、流通科学大学、兵庫大学)

### 中京圏の私立大学群
南愛名中 (南山大学、愛知大学、名城大学、中京大学)
愛愛名中 (愛知学院大学、愛知大学、名城大学、中京大学)
SSK (愛知淑徳大学、椙山女学園大学、金城学院大学)

### 国立大学群
東京一工 (東京大学、京都大学、一橋大学、東京工業大学)
TOCKY (筑波大学、お茶の水女子大学、千葉大学、神戸大学、横浜国立大学)
5S (滋賀大学、新潟大学、埼玉大学、信州大学、静岡大学)
五山 (山形大学、富山大学、山梨大学、和歌山大学、山口大学)
STARS (島根大学、鳥取大学、秋田大学、琉球大学、佐賀大学)
電農名繊 (電気通信大学、東京農工大学、名古屋工業大学、京都工芸繊維大学)
筑横千 (筑波大学、横浜国立大学、千葉大学)
金岡千広 (金沢大学、岡山大学、千葉大学、広島大学)